# Розсвердлювання
Розсвердлювання — процес збільшення свердлом діаметра наявних отворів.
Отвори, одержані литтям і куванням, розсвердлювати не рекомендується через сильне відведення свердла внаслідок неправильної форми отворів або розбіжності центру отвору з віссю свердла.